# Монастырь Врдник
Монастырь Врдник (серб. Манастир Врдник, также Мала-Раваница, Сремска-Раваница и Раваница-Врдник) — женский монастырь Сремской епархии Сербской православной церкви. Один из фрушскогорских монастырей. Посвящён Вознесению Господню.

## История
Основан в конце XV века или начале XVI века как мужской монастырь во имя святого Иоанна Крестителя. Впервые упоминается в султанском фирмане 1569 года, освобождавшем монастырь от налогов. Несмотря на это, кадастр 1578 года сообщает, что насельники монастыря Врдник не смогли выплатить властям 3 тысячи акче и были вынуждены разойтись.
В 1589 году иеромонахом Георгием здесь была переписана Минея. В середине XVII века монастырь находился в запустении. В 1697 году там поселились монахи из Монастыря Раваница, которые принесли с собой мощи святого князя Лазаря. Благодаря этому монастырь стал также именоваться Новой Раваницей и стал важным духовным центром Сербии. В это время монастырь был беден, и врдникские монахи часто ездили в Россию с просьбами о материальной помощи. Тем не менее, со временем, в основном благодаря тому, что в нём были помещены мощи князя Лазаря, монастырь посещало всё больше паломников, возрастали пожертвования.
В конце XVII века — 1710-х годах здесь располагалась кафедра митрополита Бачского Стефана (Метохийца).
В XVIII века монастырю давали богатые пожертвования, в том числе из России: известны указы императриц Елизаветы Петровны от 1748 года и Екатерины II от 1768 года.
В середине XVIII века был построен большой братский корпус и трапезная, которая в 1776 году была расписана монахом Амвросием (Янковичем), отразившим в 7 сценах историю монастыря.
В 1791—1811 годы около старой церкви (разобрана в 1813 году) Корнелий Серб и Коста Змиянович возвели каменный однонефный храм в честь Вознесения Господня с полукруглой апсидой, небольшим куполом и барочной колокольней. Резной иконостас (1809—1814) работы Марко Вуятовича; своды расписаны в 1851—1853 годы Димитрием Аврамовичем. В 1811 году в храме с правой стороны от алтаря были поставлены мощи святого князя Лазаря. Храм пострадал при землетрясении 1893 года, но в 1898 года был отреставрирован.
Братский корпус и трапезная много раз перестраивались и в настоящее время представляют собой 3 крыла, соединенные П-образно и замкнутые воротами, над которыми возвышается 2-ярусная барочная колокольня.
До Второй мировой войны Врдникский монастырь был во всех отношениях чрезвычайно ценным и представлял собой один из наиболее обустроенных на Фрушской Горе. Он давно был и среди наиболее богатых на Фрушской горе: в 1905 году владеет 1696 акров земли, а 1941 году — 1420 гектаров. Кроме частиц мощей князя Лазаря, монастырь обладает мощами святой великомученицы Анастасии (III век), святыня с Гроба Господня, частица мощей святого Феодора Тирона. В монастыре была богатая библиотека и скрипторий.
Во время Второй мировой войны Фрушка-Гора вошла в состав фашистского «Независимое государство Хорватия». Усташи преследовали насельников монастыря, корпуса были превращены в казармы, церковь — в склад оружия, имущество разграблено. Был утрачен богатый архив документов 1690—1941 годов. В списке экспонатов, принятых на хранение 10 сентября 1941 года комиссией Загребского музея искусства, значатся 83 предмета церковной утвари, 7 портретов, ценности из ризницы и библиотеки. 14 апреля 1942 года профессор Богословского факультета протоиерей Радослав Груич перенёс мощи святого князя Лазаря в кафедральный собор в Белграде. После войны монастырь был возобновлён.
В 1946 году после секуляризации церковных земель из 1420 га, принадлежавших монастырю в 1941 году, было оставлено 15 га пашни и 25 га лесных угодий. В 1970—1980-х годы монастырь реставрировали, в 1978 году в братском корпусе для богослужений в зимнее время устроена часовня в память о сожжении турками мощей святителя Саввы (в 1987—1994 проведена её консервация).
В 1990-е годы монастырь был обращён в женский, его игуменией стала монахиня Анастасия.
В ночь со 2 на 3 апреля 1999 года монастырь пострадал от бомбардировки ВВС НАТО.